# Discographie de Daniel Lavoie
| Année | Titre                                                                   | Type         | Classement(s) |
| ----- | ----------------------------------------------------------------------- | ------------ | ------------- |
| 1975  | A court terme                                                           | Album studio | —             |
| 1976  | Berceuse pour un lion                                                   | Album studio | —             |
| 1979  | Nirvana bleu                                                            | Album studio | —             |
| 1981  | Cravings                                                                | Album studio | —             |
| 1981  | Aigre-doux, how are you ?                                               | Album studio | —             |
| 1983  | Tension Attention                                                       | Album studio | #19           |
| 1984  | 10/10                                                                   | Best of      | —             |
| 1986  | Vue sur la mer                                                          | Album studio | —             |
| 1986  | Tips                                                                    | Album studio | —             |
| 1987  | Olympia 87                                                              | Album live   | —             |
| 1990  | Long Courrier                                                           | Album studio | —             |
| 1991  | Douce heure                                                             | Best of      | —             |
| 1992  | Here in the Heart                                                       | Album studio | —             |
| 1994  | Woman to Man                                                            | Album studio | —             |
| 1995  | Ici                                                                     | Album studio | —             |
| 1996  | Le Bébé Dragon                                                          | Album studio | —             |
| 1997  | Live au Divan Vert                                                      | Album live   | —             |
| 1997  | Le Bébé dragon 2                                                        | Album studio | —             |
| 2004  | Comédies humaines                                                       | Album studio | #67,          |
| 2005  | Moi, mon Félix                                                          | Album studio | —             |
| 2007  | Docteur Tendresse                                                       | Album studio | —             |
| 2011  | J'écoute la radio                                                       | Album studio | —             |
| 2014  | Daniel Lavoie: La Licorne captive - Un projet musical de Laurent Guardo | Album studio | —             |
| 2016  | Mes longs voyages                                                       | Album studio | —             |
| 2022  | Chante Rimbaud - La rivière de Cassis                                   | Album studio |               |